# دمیتری واسیلنکو
دمیتری واسیلنکو (روسی: Дмитрий Андреевич Василенко؛ ۱۲ نوامبر ۱۹۷۵ – ۴ نوامبر ۲۰۱۹) ژیمناست هنری اهل روسیه بود.